# Christmas Time Has Come
Christmas Time Has Come är ett julalbum av Weeping Willows, utgivet 12 november 2014.

## Låtlista
1. Someday at Christmas
2. What Can I Give You This Christmas
3. You're All I Want For Christmas
4. Pretty Paper
5. Merry Christmas Baby
6. First of May
7. O Holy Night
8. Midwinter Moon
9. Winter Night
10. Purple Snowflakes
11. Merry Christmas (I Don't Want To Fight Tonight)
12. Christmas Time Is Here Again
13. Have Yourself a Merry Little Christmas

## Listplaceringar
| Lista (2014) | Topplacering |
| ------------ | ------------ |
| Sverige      | 2            |

### Fotnoter
1. ↑  ”Christmas Time Has Come”. Ginza musik. 1 mars 2014. Arkiverad från originalet den 29 november 2014. https://web.archive.org/web/20141129073246/http://www.ginza.se/product/weeping-willows/christmas-time-has-come-2014/253403/. Läst 6 december 2014.
2. ↑  ”Christmas Time Has Come”. Swedishcharts. 1 mars 2014. http://www.swedishcharts.com/showitem.asp?interpret=Weeping+Willows&titel=Christmas+Time+Has+Come&cat=a. Läst 19 december 2014.